# Château d'En Dumes
Le château d'En Dumes est un château situé à Lavaur, dans le Tarn (France). Datant du XIXe siècle, il a été construit pour l'homme politique Marius de Voisins-Lavernière.

## Historique

### Origine
Le site du château d'En Dumes est occupé depuis au moins la fin du XVIIIe siècle. À cette époque, une grande bâtisse, au lieu-dit "Adeume", apparait sur la carte de Cassini.

### Le château actuel
Dans les années 1820, le château actuel est reconstruit par Marius de Voisins-Lavernière, alors maire de Lavaur et conseiller général du Tarn. Riche propriétaire terrien, il fait venir l'architecte Jean-Pierre Laffon de Toulouse pour réaliser son projet. En 1827, le cadastre annonce que le château est encore en construction, et celle-ci ne s'achève d'ailleurs qu'en 1857. 
En 1960, alors que la bâtisse appartient à la famille Besse, celle-ci s'associe avec l'association  la Jeunesse au Plein Air pour transformer le domaine en un institut médico-professionnel. Celui-ci est nommé "complexe Médico-Social Jacques Besse", en l'honneur du fils des propriétaires, résistant torturé et fusillé en 1944.

## Architecture
Le château d'En Dumes se présente sous la forme d'un grand corps de logis en U s'élevant sur trois étages et couvert enduit. La façade principale est en cinq travées, avec deux ailes de deux travées en retour. La travée centrale est s'ouvre par un balcon en fonte au premier étage, et est rehaussée de pilastres en briques à chapiteaux. Elle est surmontée d'un petit fronton triangulaire.
Le domaine du château comprend de nombreuses dépendances en briques, comme un immense chai, un petit pigeonnier, ainsi qu'un bâtiment pouvant être d'anciennes écuries.